# Xonotic
Xonotic是一款跨平台的开源第一人称射击（FPS）游戏，衍生自另一款开源FPS游戏Nexuiz，且由从Nexuiz社群分裂出来的Xonotic社群负责开发，因而亦与Nexuiz同样基于衍自Quake引擎的DarkPlaces引擎。Xonotic的游戏设计灵感来自雷神之锤与虚幻竞技场，但与此同时Xonotic也有许多独特的元素，而Xonotic社区的开发目标是使Xonotic成为最优秀的开源FPS游戏。

## 概览
与Nexuiz相似的是，当前版本（0.6）的Xonotic提供了16种不同的游戏模式，其中包括了传统的夺旗模式（CTF）、死亡竞赛（Deathmatch）与突袭（Assault）模式，以及其他独特的游戏模式如“猎取钥匙”（Key Hunt）与“冻结标记”（Freeze Tag）甚至球类竞技（Nexball）等模式，同时玩家还可以使用18种科幻设定武器来攻击对手。除此之外，与Quake和Nexuiz相同的是，Xonotic的游戏节奏非常快，玩家在游戏中可以高速移动，还能进行漂移式跳跃。除了这些灵感源自其他同类游戏的基本内容外，比起其他游戏，Xonotic更重视移动控制和物理计算，尤其体现在加速、跳跃（长距跳跃与超高跳跃）及几何体破坏等方面，其实现如经典的旋转跳（Strafe jumping）、兔子跳（Bunny Hopping）与火箭跳（Rocket-jumping）；凭借武器射击的爆炸效果所带来的推力，玩家还可进行水平与垂直方向上的加速。除了游戏的物理计算带来的额外战术选项以外，Xonotic中的武器在不同的射击模式下有着不同的特性，而这也使有经验的玩家能选择的战术策略更加多样化，如可利用Crylink的散射模式配合精确的定时来攻击敌人，或是当Rocket Launcher（火箭发射器）射击后利用方向控制火箭飞行的轨迹，又或利用Electro的两种攻击模式相配合产生爆炸效果等。
游戏各项设定充满科幻色彩，这亦集中体现在太空场景、高科技设定（体现在武器）、外星人式的人物模型等元素上，而游戏的一些元素也体现了其他作品（如光晕系列、Tron）对Xonotic的影响。
如上所述，Xonotic是建基于DarkPlaces引擎之上的，因而支持高光柔化、动态光源、视差贴图及动态渲染等效果。据开发者所言，Xonotic的图形效果已堪比2006-2007年间发布的商业游戏。

## 历史
在2010年3月，由于Nexuiz的名称与商标被Nexuiz创始人授权给Illfonic游戏工作室，以开发Nexuiz的商业闭源版本，Nexuiz社群产生了分歧。Illfonic并未在原始代码基础上进行开发，而是采用了Crytek所使用的CryENGINE引擎，并大量重写代码进行闭源开发，之后发布了Xbox Live与PS3版本，而Nexuiz的创始人Lee Vermeulen（也是Nexuiz商标持有人）在这种情况下将Nexuiz的商标与名称授权给了Illfonic——这笔秘密交易恰是在没有在社群内投票，甚至对贡献者没有任何告知的情况下完成的，因此，对于Nexuiz社群和大部分Nexuiz的开发者来说，Nexuiz创始人的作为使他们大感意外，并表示不能接受。结果，在讨论之后，他们宣布将开发一个由更为开放的社群所控制的衍生版。

### 版本历史
在Xonotic社群脱离Nexuiz社群7个月后，开发者使用Git发布了Xonotic的源代码，而预览版则在2010年11月23日放出。
Xonotic的0.5版于2011年9月8日发布，其新特性有加强的AI、7张新地图、载具支持及添加多种语言支持的文档，同时也优化了游戏模式，并修复了许多Bug。
最新的Xonotic 0.6版于2012年3月8日放出，其新特性包括sRGB光线渲染、新的菜单界面、4张新地图、集成的统计系统（即XonStats）、沙盒编辑模式以及玩家期待已久的CSQC（ClientSide QuakeC），亦进一步优化游戏模式与修复Bug。